# 찰리 로
찰리 로(Charlie Rowe, 1996년 4월 23일~)는 잉글랜드의 배우이다.

## 출연 작품
- 로켓맨 - 레이 윌리엄스 역